# Küssnacht am Rigi
Küssnacht am Rigi é uma comuna da Suíça, no Cantão Schwyz, com cerca de 11.530 habitantes. Estende-se por uma área de 36,2 km², de densidade populacional de 319 hab/km². Confina com as seguintes comunas: Adligenswil (LU), Arth, Greppen (LU), Meggen (LU), Meierskappel (LU), Udligenswil (LU), Walchwil (ZG), Weggis (LU).
A língua oficial nesta comuna é o alemão.

## História
Küssnacht foi mencionada pela primeira vez em torno de 840 como in Chussenacho.  Em 1179 foi mencionada como Chussenacho.
Em 1424 Küssnacht se tornou um distrito do Cantão de Schwyz.
De acordo com a lenda de Guilherme Tell, foi em Küssnacht que o herói atirou em Hermann Gessler com uma flecha.
Em 29 de agosto de 1935, a rainha Astrid da Suécia morreu em Küssnacht em um acidente de carro em que esteve envolvido o seu marido, o rei Leopoldo III da Bélgica.
Uma capela memorial ("Königin-Astrid-Kapelle") foi construída no local.
O conhecido festival de Klausjagen ("Perseguição a Nicolau") é realizado em Küssnacht todos os anos no dia 5 de Dezembro. O festival, que tem uma assistência de cerca de 20000 pessoas, consiste em um desfile com em torno de 1000 participantes, e dura a noite toda.